# Vallvidrerai sikló
A vallvidrerai sikló (katalán nyelven és spanyol nyelven: Funicular de Vallvidrera) siklóvasút Spanyolországban, Barcelonában. A vonalat 1906. október 24-én nyitották meg, a Ferrocarrils de la Generalitat de Catalunya (FGC) üzemelteti.
A vallvidrerai sikló egyike a három barcelonai siklóvonalnak, a másik kettő a montjuïci és a tibidabói sikló.

## A pálya
A sikló pályája mindössze 736,6 m hosszúságú. Egyvágányú, de középtájon van lehetőség két kocsinak a keresztezésére, így két kocsi tud ingázni a két végállomás, Peu del Funicular és Vallvidrera Superior állomás között.

## Képek

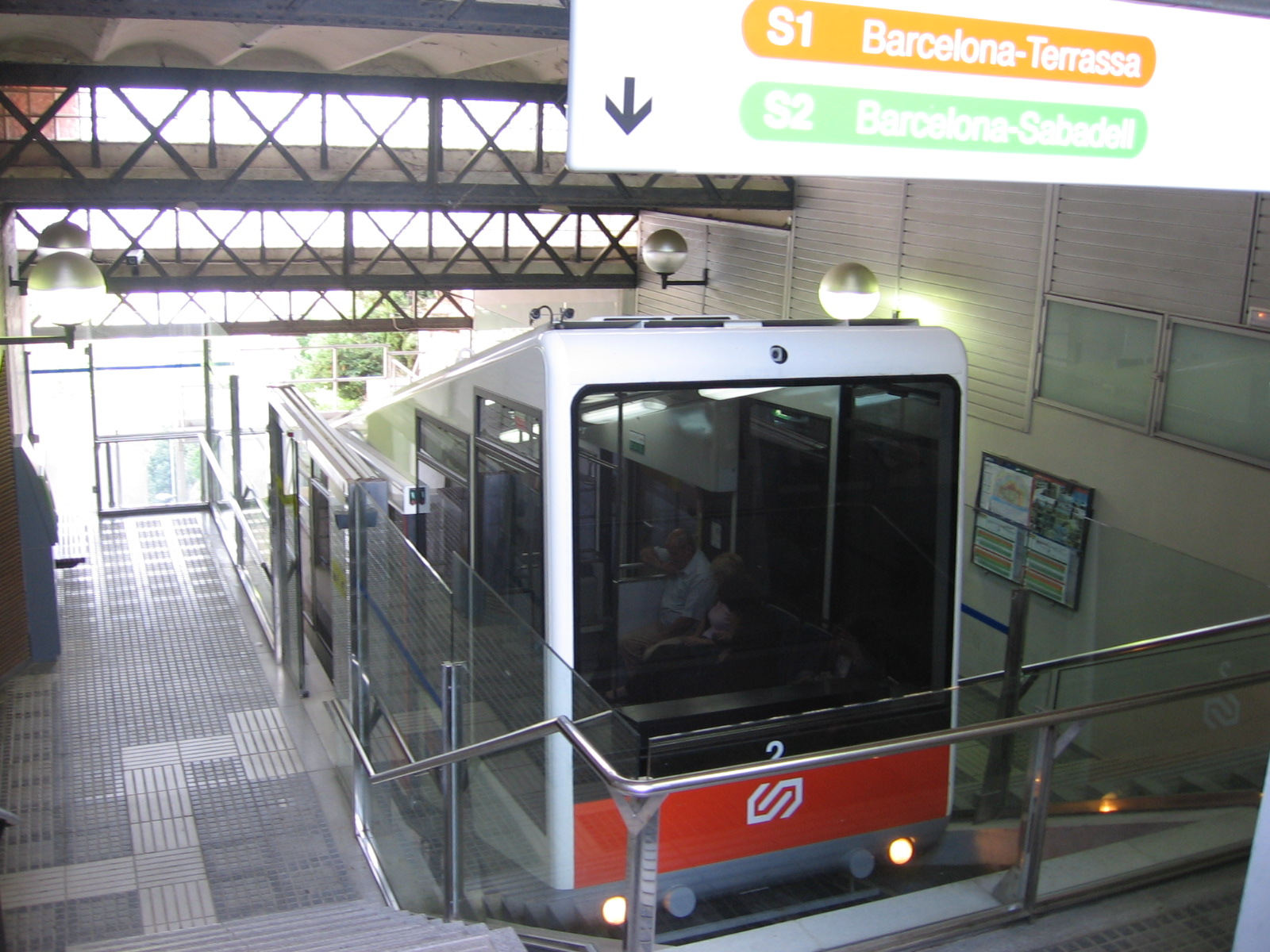
A sikló kocsija
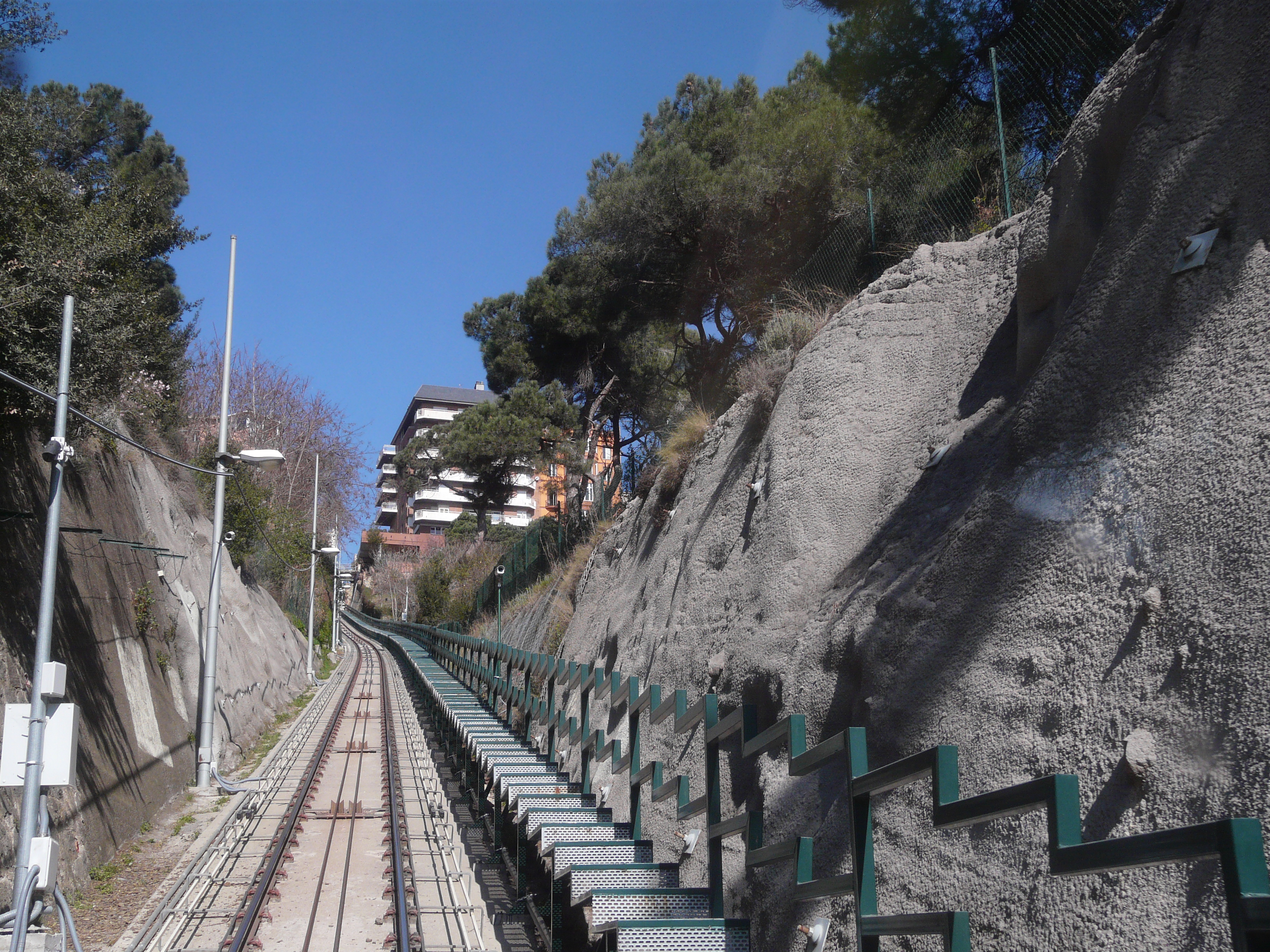
A sikló pályája
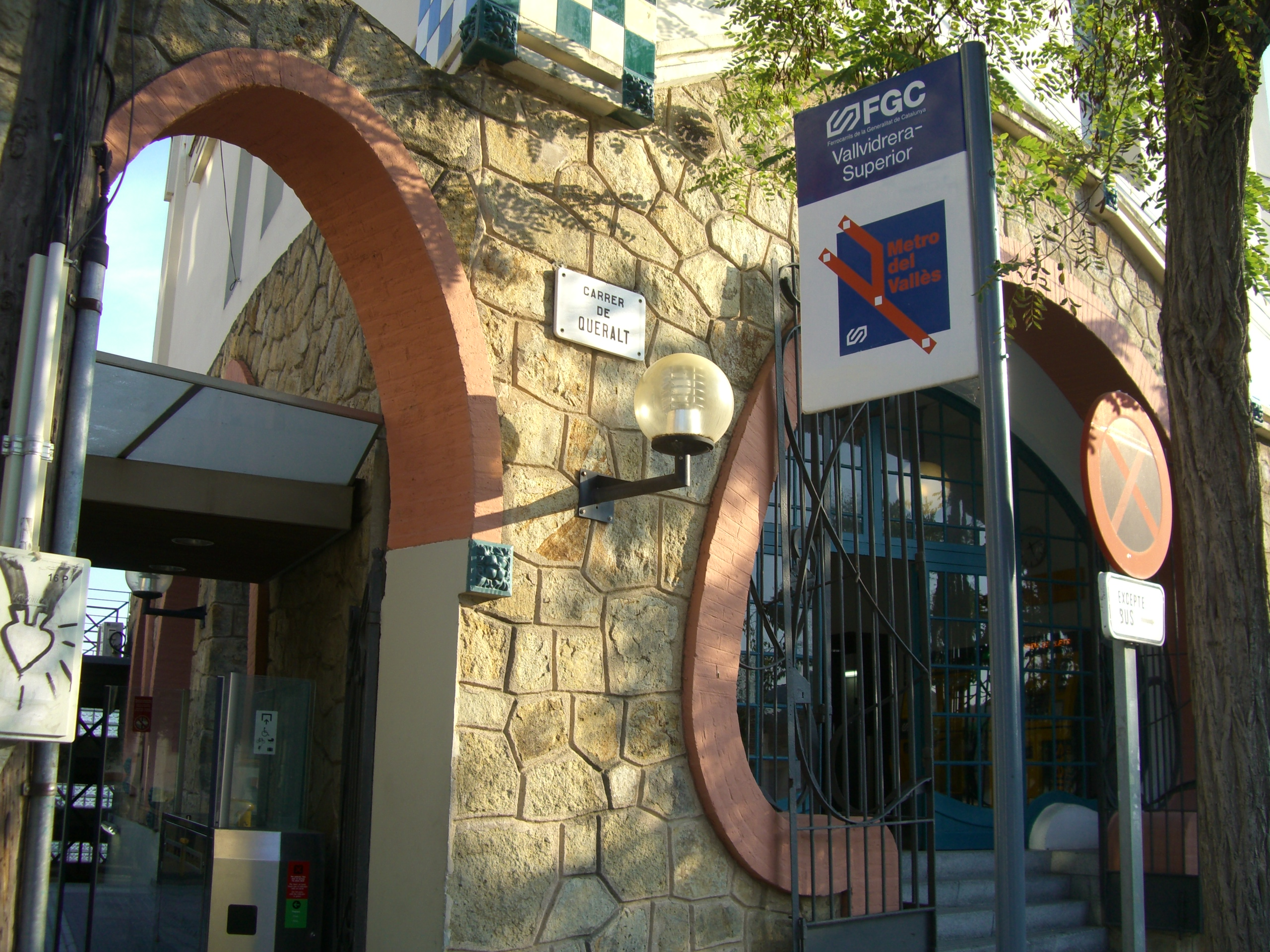
A sikló felső végállomása
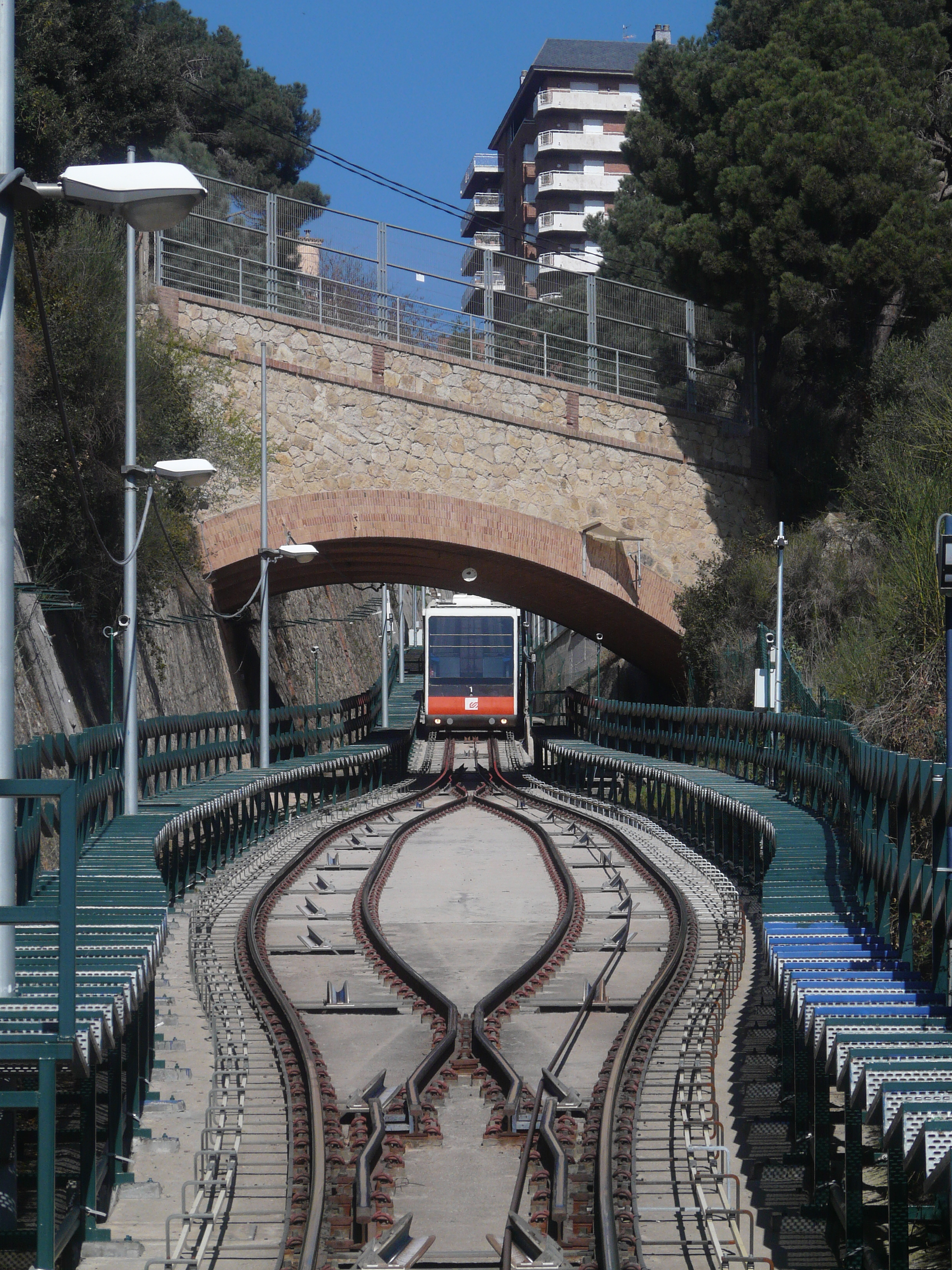
A keresztezési lehetőség